# Domaine de Chantilly
Pour en savoir plus, consulter les articles Château de Chantilly, Musée vivant du cheval, Forêt de Chantilly.

Logotype du domaine de Chantilly.

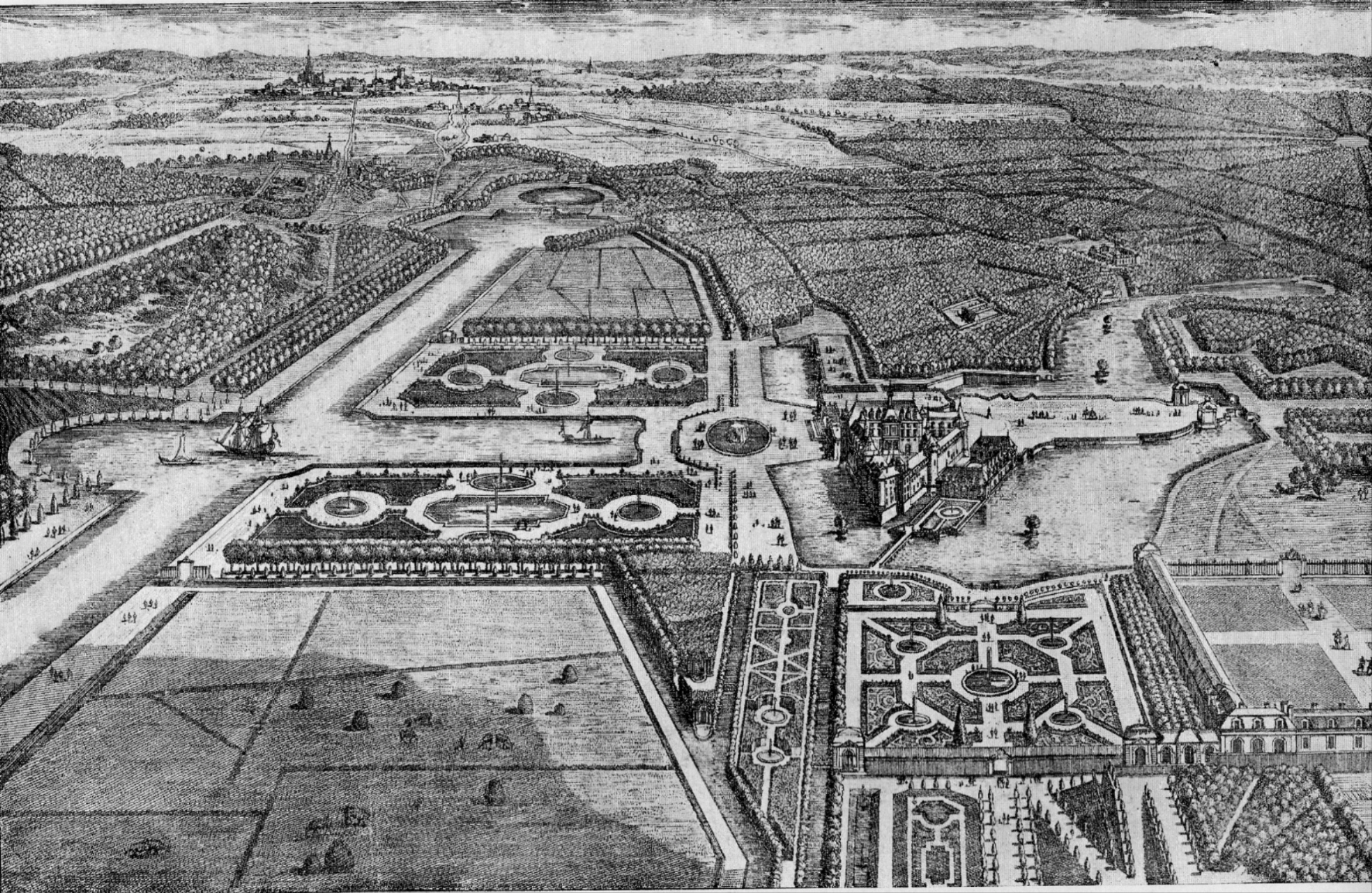
Le domaine de Chantilly au XVIIe siècle.

Le domaine de Chantilly est un vaste ensemble de 7 830 hectares de terres composé du château de Chantilly, de ses collections d'œuvres d'art, regroupées dans le musée Condé, de son parc et d’une forêt, la forêt de Chantilly, pour ses éléments les plus célèbres, mais aussi de propriétés, de bâtiments dont plusieurs monuments historiques, de terres agricoles, de terrains de golf. Constitué depuis le Moyen Âge par ses propriétaires successifs, il appartient depuis 1897 à l'Institut de France.
Il s'étend sur 15 communes de l'Oise et du Val-d'Oise. Il est protégé au titre des sites classés depuis 1960.

## Historique du domaine

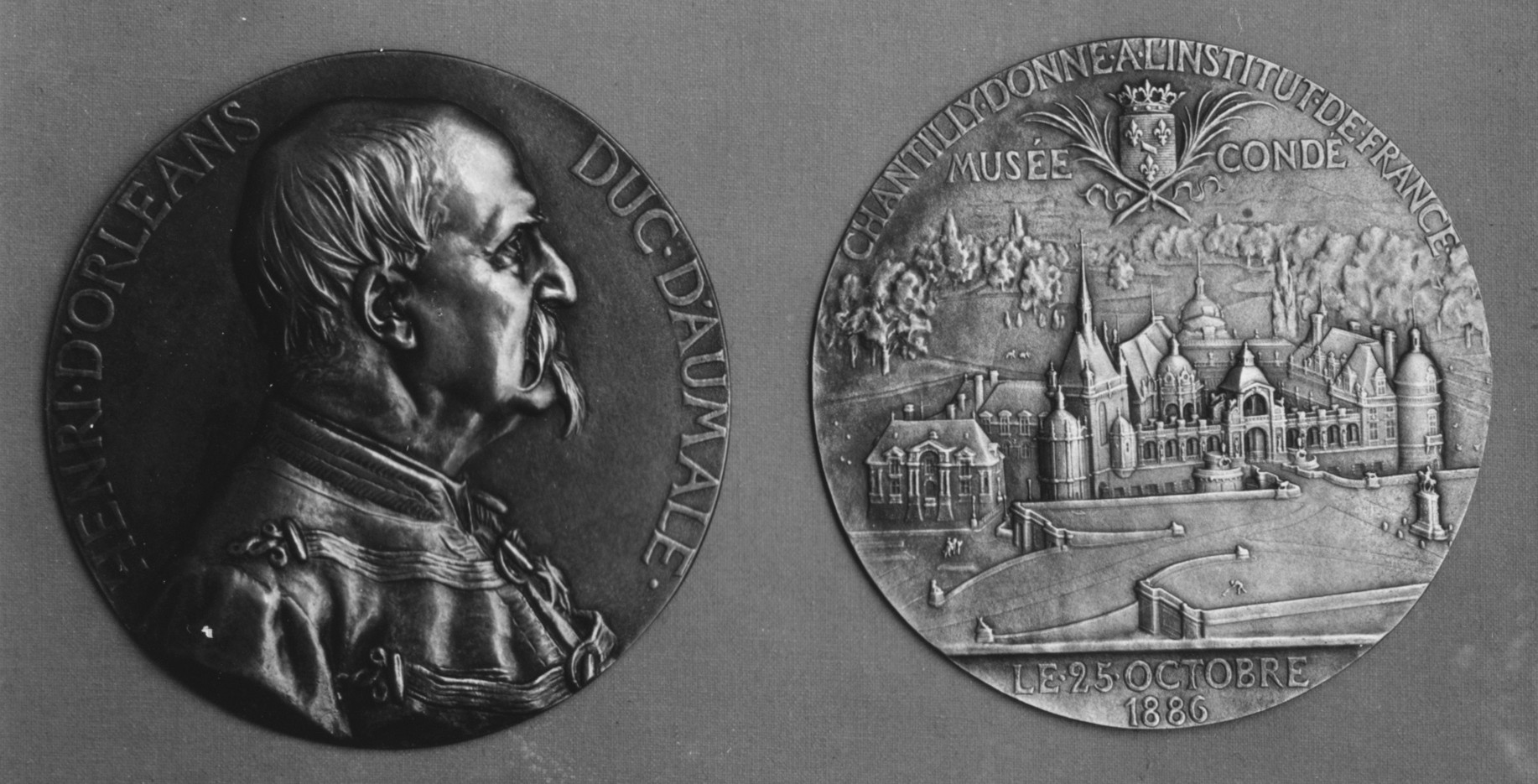
Jules Chaplain, Henri d'Orléans, duc d'Aumale - Chantilly donné à l'Institut de France, médaille, 1886, Metropolitan Museum of Art.

De 1386 à 1897, le domaine est passé par héritage, sans jamais être vendu, à différentes branches d'une même famille. Après les Orgemont (XIVe et XVe siècles), les Montmorency (XVe – XVIIe siècles), une des plus puissantes familles du royaume, contribue beaucoup au développement du domaine, notamment au temps du connétable Anne de Montmorency. Familier des rois François Ier et Henri II, il fait construire le petit château par Jean Bullant. Viennent ensuite les Bourbon-Condé (XVIIe – XIXe siècle), cousins des rois de France. Le plus célèbre, le Grand Condé, fait dessiner le parc par André Le Nôtre.
Le domaine est mis sous séquestre le 13 juin 1792 en application de la loi sur les émigrés et vendu par lots. Une première partie est vendue entre 1793 et 1795 : l'ancien potager, le jardin des cascades, les derniers terrains disponible le long de l'actuelle rue du Connétable et autour de l'actuelle petite pelouse ainsi que les maisons de la ville appartenant au Prince. Une bonne partie de ces premières aliénations ne réintègreront jamais le domaine. Le reste du domaine est loti en 1798 et vendu progressivement.
Les princes reviennent à Chantilly, récupèrent une bonne partie du parc et la totalité de la forêt. À la mort du dernier prince de Condé, son petit neveu Henri d'Orléans, duc d'Aumale, fils du roi Louis-Philippe, hérite du domaine de Chantilly, à l'âge de huit ans, en 1830. Il fait reconstruire « le grand château », rasé après la Révolution, par l'architecte Honoré Daumet de 1875 à 1882 pour y installer ses collections de livres, peintures, dessins, objets d'art, etc. L'opération coûte la somme considérable pour l'époque de 5 360 000 francs.
En 1886, le duc, sans héritiers directs vivants, lègue son domaine de Chantilly à l'Institut de France et non à la France qui change régulièrement de régime. Celui-ci crée alors la fondation d'Aumale pour regrouper l'ensemble de la donation (donation sous réserve d'usufruit) et ouvre le musée Condé au public moins d'un an après sa mort, le 17 avril 1898. L'ensemble est confié à un collège des conservateurs, soit trois académiciens issus de trois Académies de l'Institut.
En 2005, face aux difficultés de gestion du domaine par l'Institut, il est décidé de créer une fondation pour la gestion des éléments les plus importants et prestigieux — le château, le parc et les grandes écuries —, la Fondation pour la sauvegarde et le développement du domaine de Chantilly. Elle est fondée à l'initiative et avec le soutien financier de Karim Aga Khan IV. Elle est chargée de réaliser le développement économique du domaine tout en assurant sa restauration et sa pérennité.

## Le domaine actuel

### Le périmètre de la fondation
La fondation s'est vu confier la gestion du château et de son parc, ainsi que les grandes écuries et son musée vivant du Cheval. Des investissements à hauteur de 20 millions d'euros sont réalisés pour la restauration du château et du parc. Ces travaux sont soutenus financièrement par le conseil régional de Picardie, le conseil général de l'Oise, l'État mais aussi des mécènes privés.

### En dehors du périmètre de la fondation
Sa gestion est assurée par un administrateur employé par l'Institut de France. Le domaine ainsi géré représente 7 600 ha :
- une forêt de 6 344 ha (2006), s'étendant sur treize communes du département de l'Oise, soit 5 389 ha, et trois communes du Val-d'Oise sur 952 ha[5]. L'ensemble est géré par l'Office national des forêts sous la direction de l'Institut ;
- 217 baux divers. 55 baux d'habitation : 22 gratuits, 33 payants, allant du château à l'appartement modeste. 15 baux commerciaux, 1 bail commercial comprenant la ferme du Courtillet (commune de Vineuil-Saint-Firmin, 330 ha) ;
- 5 concessions : l'hôtel 4 étoiles et golf du Dolce (83 ha), le polo-club à Apremont (119 ha), le golf de Chantilly (119 ha), les terrains pour France Galop (60 ha et 47 km de pistes en forêt) et le GIP pour l'hippodrome de Chantilly.

L'ensemble de ce domaine assure un chiffre d'affaires de 3,5 millions d'euros et un résultat net de 1,4 à 1,5 million entièrement versé à la fondation pour la restauration du château et du parc.